# De Havilland DH.50
de Havilland DH.50 là một loại máy bay hai tầng cánh dùng làm máy bay vận tải, do hãng de Havilland tại Stag Lane Aerodrome, Edgware chế tạo. Ngoài ra nó còn được cấp giấy phép chế tạo tại Australia, Bỉ và Tiệp Khắc.

## Biến thể
- DH.50:
- DH.50A:
- DH.50J:

## Quốc gia sử dụng
Australia
- Australian Aerial Services Ltd
- Holdens Air Transport
- QANTAS
- Rockhampton Aerial Services Ltd
- Không quân Hoàng gia Australia
- West Australian Airlines Ltd

 Bỉ
- SABENA

 Czechoslovakia
- Chính phủ Tiệp Khắc

 Iraq
- Iraq Petroleum Transport Company Ltd

 New Zealand
- Không quân Hoàng gia New Zealand

 United Kingdom
- Air Taxis Ltd
- Brooklands School of Flying Ltd
- Imperial Airways Ltd
- North Sea Aerial and General Transport Company Ltd
- Northern Air Lines Ltd

## Tính năng kỹ chiến thuật
Dữ liệu lấy từ De Havilland Aircraft since 1909 
Đặc điểm tổng quát
- Chiều dài: 29 ft 9 in (9,07 m)
- Sải cánh: 42 ft 9 in (13,03 m)
- Chiều cao: 11 ft 0 in (3,35 m)
- Diện tích cánh: 434 ft² (40,32 m²)
- Trọng lượng rỗng: 2.253 lb (1.022 kg)
- Trọng lượng cất cánh tối đa: 3.900 lb (1.769 kg)
- Động cơ: 1 × Siddeley Puma, 230 hp (172 kw)

 Hiệu suất bay 
- Vận tốc cực đại: 112 mph (97 kn, 180 km/h)
- Tầm bay: 380 mi (330 nmi, 612 km)
- Trần bay: 14.600 ft (4.450 m)
- Vận tốc lên cao: 605 ft/phút (3,07 m/s)
- Tải trên cánh: 8,99 lb/ft² (25,3 kg/m²)
- Công suất/trọng lượng: 0,059 hp/lb (0,097 kW/kg)